# Lipton International Players Championships 1992
Lipton International Players Championships 1992 — тенісний турнір, що проходив на відкритих кортах з твердим покриттям. Це був 8-й турнір Мастерс Маямі. Належав до ATP Super 9 в рамках Туру ATP 1992 і турнірів 1-ї категорії в рамках Туру WTA 1992. І чоловічі, і жіночі змагання відбулись у Tennis Center at Crandon Park у Кі-Біскейні (США).

## Переможниці та фіналістки

### Одиночний розряд, чоловіки
Майкл Чанг —  Альберто Манчіні 7–5, 7–5
- Для Чанга це був 3-й титул за сезон і 8-й - за кар'єру.

### Одиночний розряд, жінки
Аранча Санчес Вікаріо —  Габріела Сабатіні 6–1, 6–4
- Для Санчес Вікаріо це був 1-й титул за рік і 7-й — за кар'єру.

### Парний розряд, чоловіки
Кен Флек /  Тодд Вітскен —  Кент Кіннієр /  Свен Салумаа 6–4, 6–3

### Парний розряд, жінки
Аранча Санчес Вікаріо /  Лариса Савченко-Нейланд —  Джилл Гетерінгтон /  Кеті Ріналді 7–5, 5–7, 6–3